# آشپزی سومالیایی
آشپزی سومالیایی به دلیل تجارت تحت تأثیر بسیاری از کشورها قرار گرفته، اما به‌طور سنتی به دلیل گستره وسیعی که سومالی‌ها در آن ساکن هستند، از منطقه‌ای به منطقه دیگر نیز متفاوت است. این نتیجه سنت تجارت و بازرگانی سومالی است.
مصرف گوشت خوک در سومالی طبق شرع ممنوع است، زیرا اکثریت قریب به اتفاق جمعیت آن مسلمان هستند.

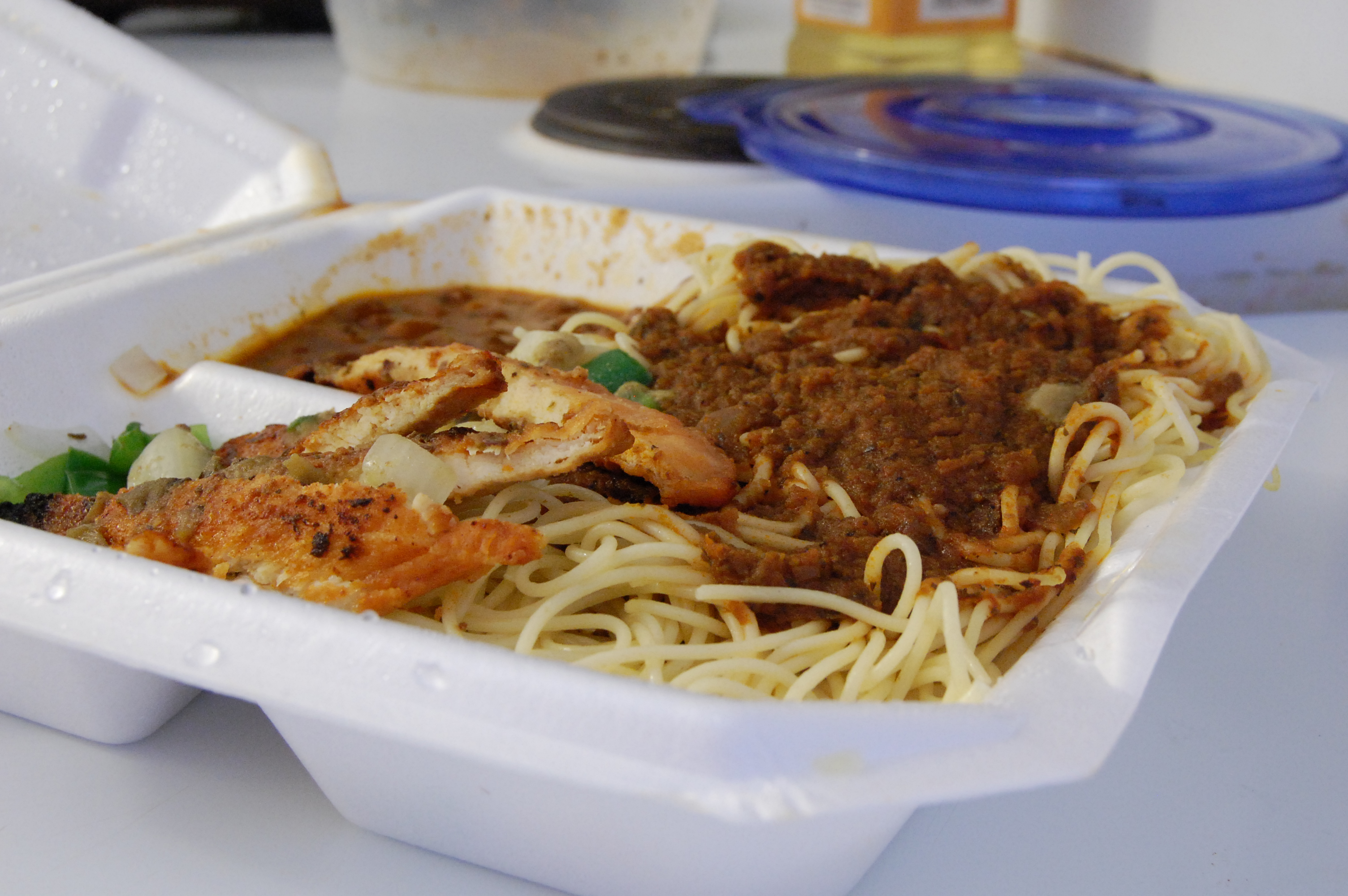
پاستا تهیه شده از اسپاگتی و مرغ از یک رستوران بیرون‌بر سومالیایی